# San Miguel (Desamparados)
San Miguel è un distretto della Costa Rica facente parte del cantone di Desamparados, nella provincia di San José.
San Miguel comprende 18 rioni (barrios):
- Ángeles
- Capri
- Damas Israelitas
- Girasol
- Higuito
- Lindavista
- Lomas de Jorco
- Llano, Meseguer
- Olivos
- Orquideas
- Peñascal
- Rinconada
- Rodillal
- Roblar
- Sabanilla
- San Martin
- Santa Eduviges
- Valverde